# بلیک پلیس (آریزونا)
بلیک پلیس (به انگلیسی: Blake Place) یک منطقهٔ مسکونی در ایالات متحده آمریکا است که در آریزونا واقع شده‌است. بلیک پلیس ۱٬۳۲۹ متر بالاتر از سطح دریا واقع شده‌است.